# Coutarnoux
Coutarnoux – miejscowość i gmina we Francji, w regionie Burgundia-Franche-Comté, w departamencie Yonne.
Według danych na rok 1990 gminę zamieszkiwało 99 osób, a gęstość zaludnienia wynosiła 11 osób/km² (wśród 2044 gmin Burgundii Coutarnoux plasuje się na 811. miejscu pod względem liczby ludności, natomiast pod względem powierzchni na miejscu 988.).